# Lophomachia lepta
Lophomachia lepta är en fjärilsart som beskrevs av Reginald James West 1930.
Lophomachia lepta ingår i släktet Lophomachia och familjen mätare. Inga underarter finns listade i Catalogue of Life.